# Ayaka Miyoshi
Ayaka Miyoshi (三吉彩花), née le 18 juin 1996, est une chanteuse, modèle, actrice et idole japonaise du groupe féminin japonais Sakura Gakuin et d'un de ses sous-groupes Scoopers, de 2010 à 2012, par l'agence Amuse, Inc..

## Biographie
Elle fait ses débuts dans le domaine artistique après avoir été repérée par son agence actuelle quand elle était en troisième année. En 2007, elle commence une carrière d'actrice en jouant dans plusieurs films et dramas, puis elle passe des auditions en 2008 à Nico☆Petit et est devenue leur modèle jusqu'à sa remise de diplôme en 2010.
Après cela, elle devient à 13 ans membre original du groupe nouvellement fondé Sakura Gakuin et son groupe Scoopers du Newspaper Club (dans le thème de la presse), duo avec une des membres de Sakura Gakuin, Airi Matsui. Elle devient en parallèle modèle (mannequinat) pour le magazine Miss Seventeen.
Le duo Scoopers n'aura pas sorti de single en revanche, le duo aura enregistré une chanson Brand New Day qui figure dans le premier album de Sakura Gakuin.
Ayaka est graduée peu après la sortie du deuxième album de Sakura Gakuin, le 25 mars 2012 en même temps qu'Airi Matsui et un autre membre et leader de Sakura Gakuin, Ayami Mutō. Comme Ayaka et Airi ont obtenu leur diplôme, Scoopers n'existe plus. Les jeunes filles auront participé à seulement trois singles et deux albums de Sakura Gakuin.
Depuis, Ayaka continue à apparaître dans des dramas ou film mais aucune annonce de continuité de sa carrière de chanteuse n'a été faite.

## Groupes
- Sakura Gakuin (2010 - 2012)
  - Scoopers (2011 - 2012)

## Discographie

### Avec SCOOPERS
Chanson
- Brand New Day de l'album Sakura Gakuin 2010nendo ~message~

#### Avec Sakura Gakuin
| #             | Date de sortie   | Titre de l'album                  | Label                 |         |         |         |         |         |
| Singles       | Singles          | Singles                           | Singles               | Singles | Singles | Singles | Singles | Singles |
| ------------- | ---------------- | --------------------------------- | --------------------- | ------- | ------- | ------- | ------- | ------- |
| 1             | 8 décembre 2010  | Yume ni Mukatte / Hello! IVY      | Toys Factory          |         |         |         |         |         |
| 2             | 21 décembre 2011 | Verishuvi                         | Universal Music Japan |         |         |         |         |         |
| 3             | 15 février 2012  | Tabidachi no Hi ni                | Universal Music Japan |         |         |         |         |         |
| Albums studio |                  |                                   |                       |         |         |         |         |         |
| 1             | 27 avril 2011    | Sakura Gakuin 2010nendo ~message~ | Toys Factory          |         |         |         |         |         |
| 2             | 21 mars 2012     | Sakura Gakuin 2011nendo ~FRIENDS~ | Universal Music Japan |         |         |         |         |         |

## Filmographie

### Films
- 2008 :
  - Shinizokonai no Ao
  - Utatama : Young Kasumi
- 2009 :
  - Onna no Ko Monogatari : Ki-chan
  - Solo Contest : Fuuka Usui
- 2010 : Kokuhaku : Ayaka Tsuchida
- 2012 : Gumo Ebian! : Hatsuki
- 2013 : Tabidachi no Uta ~Jugo no Haru~ : Yuna Nakazato
- 2019 :
  - Inuyashiki : Mari Inuyashiki
  - Inunaki, le village oublié : Kanata Morita
  - Dance With Me  : Shizuka Suzuki
- 2020 :
  - Daughters : Koharu Tsutsumi
  - Junihitoe wo Kita Akuma : Lady Kokiden

### Dramas
- 2007 : Otoko no Kosodate : Senri Harada
- 2008 :
  - Yume no Mitsuke Kata Oshietaru! : Maya Sawada
  - Pocky 4 Sisters!
- 2009 : Yuukai Kidnapping : Yuri Sayama
- 2010 : Atami no Sōsakan : Mai Shinonome
- 2011 :
  - Taisetsu na Koto wa Subete Kimi ga Oshiete Kureta : Mio Yoshimura
  - High School Restaurant : Minami Kawase
- 2012 :
  - Risō no Musuko : Sayaka Tamba
  - Higashino Keigo Mysteries : Miyoko Kasai
  - Kekkon Shinai : Mai Sakura
- 2014 :
  - Lost Days : Satsuki Tachibana
  - GTO : Great Teacher Onizuka : Miyaji Meiri
- 2015 : Angel Heart : Xiang ying
- 2020 : Alice in Borderland : Rizuna Ann